# Ygrande
Ygrande é uma comuna francesa na região administrativa de Auvérnia-Ródano-Alpes, no departamento Allier. Estende-se por uma área de 51,69 km². Em 2010 a comuna tinha 792 habitantes (densidade: 15,3 hab./km²).